# Anolis trinitatis
Anolis trinitatis is een hagedis uit de familie anolissen (Dactyloidae).

## Naam en indeling
De wetenschappelijke naam van de soort werd in 1862 gepubliceerd door Johannes Theodor Reinhardt & Christian Frederik Lütken. Een synoniem van de anolis is Anolis vincenti Garman, 1887

## Uiterlijke kenmerken
De lichaamskleur is groen tot groenbruin, ook geelachtige exemplaren komen voor. De mannetjes hebben een blauwe staart, kop en voorzijde van het lichaam. In de paartijd worden deze blauwe kleuren intenser en verschijnen soms oranje vlekken op de kop. De oogomgeving is blauw van kleur, onder het oog is een gele lengtestreep aanwezig. De keelflap van de mannetjes is relatief groot en is felgeel van kleur, die van vrouwtjes is minder fel gekleurd en kleiner. Een van de fraaiste kleurvarianten komt voor rond de stad Mesopotamia.
Mannetjes bereiken een kopromplengte tot 7,4 centimeter exclusief de zeer lange staart. De totale lichaamslengte kan oplopen tot negentien cm. Vrouwtjes blijven met een kopromplengte tot 5,7 cm en een totale lengte van vijftien cm kleiner.

## Voortplanting
De vrouwtjes zetten eieren af die ze een voor een begraven in de bodem. De eieren zijn ongeveer 6,5 tot negen centimeter groot. Na vijftig tot zestig dagen kruipen ze uit het ei, ze zijn dan 18 tot 45 millimeter lang.

## Verspreiding en habitat
De soort komt voor op de Kleine Antillen: Saint Vincent, Saint Lucia en Chateaubelair (Saint Vincent en de Grenadines). De hagedis is geïntroduceerd op Trinidad.
De habitat bestaat uit tropische en subtropische bossen waar de hagedis voornamelijk in bomen leeft tot een hoogte van ongeveer drie meter boven de bodem. Ook in door de mens aangepaste gebieden komt de anolis voor zoals in plantages van kokos, bananen en cacao. Daarnaast is de soort ook in parken en tuinen aangetroffen.